# Jim Bagnall
Pour les articles homonymes, voir Bagnall.
James (Jim) Douglas Bagnall (né à Montague à l'Île-du-Prince-Édouard le 15 février 1949) est un ancien homme politique canadien. Il était un député qui représente la circonscription de Montague-Kilmuir à l'Assemblée législative de l'Île-du-Prince-Édouard à l'élection du 18 novembre 1996 jusqu'il ne se présentera pas à l'élection du lundi 3 octobre 2011.